# Фадеев, Николай Петрович
Никола́й Петро́вич Фаде́ев (9 мая 1993, Ульяновск) — российский футболист, защитник.

## Карьера
Начал заниматься дворовым футболом во втором классе. В седьмом классе в финале Кубка Ульяновска был замечен селекционерами московского «Спартака» и в 2005 году перешёл в клубный интернат. Отыграв один матч за «Спартак» в Кубке России, перешёл в «Амкар» на правах аренды. Дебют за пермяков состоялся 30 августа 2013 года в матче против ЦСКА. В начале 2014 года вернулся в «Спартак».
5 сентября 2014 года участвовал в матче открытия первого в истории «Спартака» стадиона. Под руководством Мурата Якина клуб сыграл вничью (1:1) с сербской командой «Црвена Звезда». В этом матче Фадеев вышел на замену.
В сезоне 2016/17 провёл 12 матчей в ФНЛ за «Химки». В сезоне 2017/18 — 25 матчей, один гол в ПФЛ за «Торпедо» Москва. Перед сезоном 2018/19 перешёл в клуб ФНЛ «СКА-Хабаровск», зв который сыграл четыре матча в первенстве и два — в Кубке России. В январе 2019 покинул клуб; в конце августа подписал контракт с клубом ПФЛ «Олимп» Химки. Провёл три матча и 7 октября был отзаявлен.